# Morpho imataca
Morpho imataca är en fjärilsart som beskrevs av Le Moult 1933. Morpho imataca ingår i släktet Morpho och familjen praktfjärilar. Inga underarter finns listade i Catalogue of Life.